# Badmómzjay
Badmómzjay, nom de scène de Josy Napieray (née le 27 septembre 2002) est une rappeuse allemande.

## Biographie
Badmómzjay a des origines polonaises et grandit à Berlin dans un milieu à la fois germanophone et anglophone. Dans Supernova, elle s'adresse à son père, qui l'a quittée avec sa mère il y a de nombreuses années et a rompu le contact.
Elle se fait connaître sur les réseaux sociaux Instagram ou TikTok sous le nom de Jordan avec ses reprises et ses freestyles crus. Elle se distingue aussi par son look, ses longs cheveux rouges. C'est ainsi qu'elle intéresse le rappeur suisse Monet192 qui lui propose sa première collaboration en 2019 pour le single Papi. Peu de temps, elle avait signé avec Universal, alors qu'elle vient de fonder son propre label Bad Momz Records. Son premier single 24/7 paraît le 4 décembre 2019. Elle entre pour la première fois dans le classement avec le single Move le 17 avril 2020.
Sa chanson Snowbunny fait l'objet d'une polémique au printemps 2020 pour avoir prétendument contenu des propos racistes et sexistes ; elle désigne son goût pour les hommes à la peau noire ou métisses par des noms évoquant leurs teintes. Badmómzjay souligne qu'il s'agit d'une mauvaise interprétation et s'excuse pour ce malentendu. D'un autre côté, elle affiche sa bisexualité et se prononce régulièrement en faveur d'une plus grande acceptation par la communauté LGBTQ.
Son duo avec Kasimir1441 Ohne Dich est numéro des singles en Allemagne 22 janvier 2021.

## Discographie
EP
- 2020 : 18

## Source de la traduction
- (de) Cet article est partiellement ou en totalité issu de l’article de Wikipédia en allemand intitulé « Badmómzjay » (voir la liste des auteurs).